# كوبا بيرو 2004
كوبا بيرو 2004 (بالإسبانية: Copa Perú 2004)‏ هو الموسم 32 من كوبا بيرو ‏. فاز فيه سبورت أنكاش.